# Eat Dog Eat
Eat Dog Eat è l'ottavo album in studio dei Fastway, pubblicato nel 2011. Si tratta dell'ultimo disco a cui il gruppo ha lavorato assieme al chitarrista "Fast" Eddie Clarke, prima che morisse sei anni dopo, il 10 gennaio 2018.

## Tracce
Tutte le tracce sono state composte da Fast Eddie Clarke e Toby Jepson
1. Deliver Me - 4:41
2. Fade Out - 4:06
3. Leave the Light On - 3:55
4. Lovin' Fool - 4:30
5. Dead and Gone - 5:49
6. Sick as a Dog - 3:44
7. Freedom Song - 3:52
8. Who do you Believe ? - 4:04
9. Love I need - 4:37
10. On and On - 3:53
11. Only If You Want It - 4:06

## Formazione
- Fast Eddie Clarke - chitarra solista
- Toby Jepson - voce, basso, chitarra acustica
- Matt Eldridge - batteria, percussioni